# 市政官 (低地国家)
市政官（荷蘭語：schepen）是今比利时、卢森堡与过去荷兰的一种政府官员。
在比利时，市政官是市长和市政官理事会/市镇理事会的成员。它在英语中通常被翻译为“alderman”（议员）“municipal councillor”（市议员）或“town councillor”（镇议员），尽管这些都不是完全对等的。